# Deutsche Luft-Reederei
Deutsche Luft-Reederei GmbH або DLR була німецькою авіакомпанією, що надавала послуги пасажирських перевезень і поштових авіарейсів.
Компанію заснував у 1917 році німецький підприємець Вальтер Ратенау, який на той час очолював Allgemeine Elektrizitäts-Gesellschaft (AEG). DLR увійшла в історію тим, що виконала перший пасажирський рейс після завершення Першої світової війни — 5 лютого 1919 року. Компанія залишалася активною до 1923 року, коли була інтегрована до Aero Lloyd AG, яка пізніше стала основою для створення Deutsche Luft Hansa (DLH).

## Флот
(частковий список)
- AEG J.II(інші мови)
- AEG N.I(інші мови)
- AEG G.V(інші мови)
- Albatros L 58(інші мови)
- Friedrichshafen FF 45(інші мови)
- Fokker F.II(інші мови)
- Fokker F.III(інші мови)
- LVG C.V(інші мови)
- LVG C.VI(інші мови)
- Zeppelin-Staaken R.XIV(інші мови)